# Кратки приводилац палца
Кратки приводилац палца стопала је двоглави унутрашњи мишић табана. Функција  кратког приводилаца палца је да олакша ходање привођењем и савијањем великог ножног прста. Такође доприноси одржавању попречних и уздужних сводова стопала.

## Анатомија
Међу три вертикалне групе мишића плантарног стопала (латерална, централна и медијална) кратки приводилац палца функционално припада медијалној групи мишића стопала. Међутим, анатомски се налази у централном делу стопала.
Мишићи стопала су такође хоризонтално подељени у четири слоја од површног до дубоког. У тој класификацији, кратки приводилац палца обухвата трећи слој мишића стопала, заједно са кратким прегибачем палца и  кратким прегибачем малог прста

## Функција
Кратки приводилац палца има два дејства на првом метатарзофалангеалном зглобу;
- приводи велики прст, односно повлачи га према средњој линији стопала.

- заједно са дугим прегибачем палца, савија велики прст.

Ове акције играју важну улогу у фази терминалног става током циклуса хода. Савијањем и привођењем  великог прста, он ојачава предњи део стопала као центра гравитације за телесну тежину пре него што се пета подигне. Поред тога, због хоризонталног положаја попречне главе, стабилизује сводове стопала и фиксира предњи део стопала.

## Галерија
- Bones of the right foot. Plantar surface.
- Muscles of the sole of the foot.